# Ain (rzeka)
Ain – rzeka we Francji, przepływająca przez tereny departamentów Jura oraz Ain, o długości 189,9 km. Stanowi prawy dopływ rzeki Rodanu.

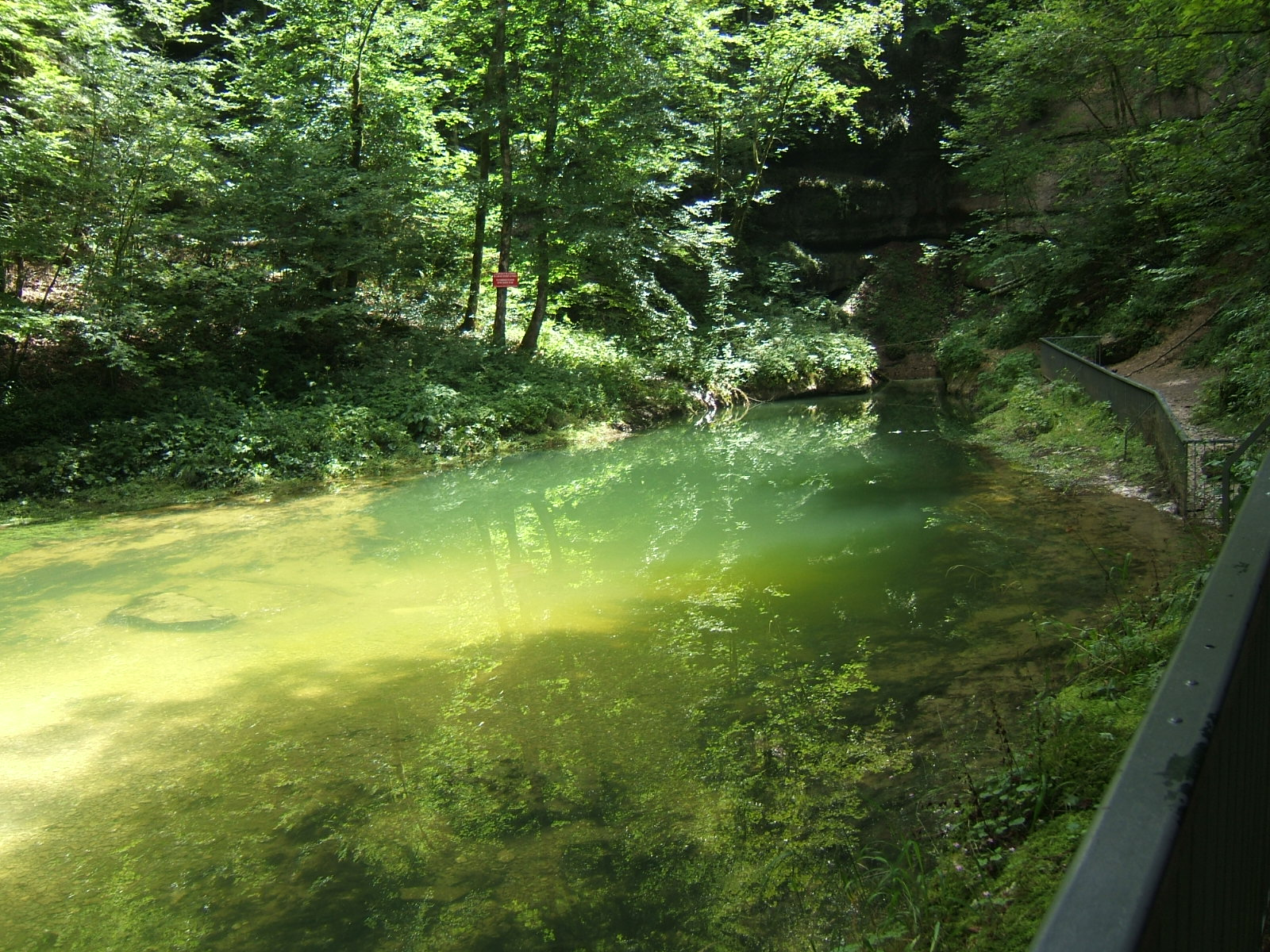
Źródła rzeki Ain

Od nazwy tej rzeki pochodzi nazwa departamentu Ain.